# Négynégyzetszám-tétel
A négynégyzetszám-tétel az additív számelmélet egyik tétele. Azt állítja, hogy minden természetes szám előáll négy négyzetszám összegeként: 7=4+1+1+1, 15=9+4+1+1, 32=16+16+0+0. Lagrange igazolta 1770-ben, Bachet sejtette 1621-ben, de a sejtést valószínűleg már sokkal korábban kimondták.

## Az Euler-azonosság
Ez a következő:
{\displaystyle (x^{2}+y^{2}+z^{2}+u^{2})(X^{2}+Y^{2}+Z^{2}+U^{2})=(xX+yY+zZ+uU)^{2}+}
{\displaystyle (xY-yX+zU-uZ)^{2}+(xZ-zX+uY-yU)^{2}+(xU-uX+yZ-zY)^{2}.}
Az állítás a szorzások elvégzésével könnyen látható.

## A tétel igazolása

### Elég prímekre igazolni
A fenti Euler-azonosság alapján, ha két számra tudjuk az állítást, akkor a szorzatukra is. Indukcióval ez akárhány szám szorzatára is igaz. Ha tudjuk az állítást prímszámokra, mivel minden szám prímek szorzatára bontható, készen vagyunk.

### Minden prímnek van ilyen többszöröse
Legyen tehát p prím. Feltehetjük, hogy p legalább 3. Először belátjuk, hogy p-nek van négy négyzetszám összegeként írható olyan többszöröse, amiben a négyzetszámok nem mind oszthatók p-vel.
Ennél erősebb tételt igazolunk: p-nek van x²+y²+1 alakú többszöröse. Valóban, ha vesszük a négyzetszámokat mod p, azaz a mod p kvadratikus maradékokat, akkor maradékosztályoknak egy (p+1)/2 elemű A halmazát kapjuk. A Cauchy–Davenport-lemma szerint A+A tartalmaz minden mod p vett maradékosztályt, így –1-et is, ami pontosan a bizonyítandó állítás.

### A bizonyítás befejezése
A végtelen leszállás módszerével bebizonyítjuk, hogy ha n>1 pozitív egész, amire np négy négyzetszám összege, akkor van 1<m<n, amire ugyanez igaz.
Tegyük fel először, hogy n páros. Ekkor, az
egyenlőségbeli x, y, z, u közül 0, 2 vagy 4 páros. Permutálva őket feltehetjük, hogy x és y, valamint z és u azonos paritású. Ekkor viszont a négy négyzetszám összegeként írható
kiszorozva
azaz p (n/2)-szerese, tehát kisebb többszöröse.
Tegyük fel végül, hogy n>1 páratlan és np=x²+y²+z²+u². Legyen x, y, z, u n-nel vett legkisebb abszolút értékű maradéka rendre X, Y,Z,U. Jegyezzük meg, hogy X, Y, Z, U mindegyikének abszolút értéke kisebb n/2-nél (itt használjuk fel, hogy n páratlan). Így
ami n²-tel egyenlő.
Továbbá X²+Y²+Z²+U² ugyanazt a maradékot adja n-nel osztva mint x²+y²+z²+u², azaz 0-t. Tehát ez az összeg k n-nel egyenlő valamilyen k<n-re.
Az Euler-azonosság szerint
ahol A, B, C, D az azonosság jobb oldalán szereplő kifejezések.
A bal oldal a fentiek szerint kn²p. Másrészt viszont
{\displaystyle A\equiv x^{2}+y^{2}+z^{2}+u^{2}\equiv 0{\pmod {n}}}
{\displaystyle B\equiv xy-yx+zu-zu\equiv 0{\pmod {n}}}
és hasonlóan
{\displaystyle C\equiv D\equiv 0{\pmod {n}}.}
Ezért A,B,C,D mindegyikét leoszthatjuk n-nel, amiből az adódik, hogy kp négy négyzetszám összege.

## Más bizonyítások
A tételnek számos további bizonyítása van. Lehet igazolni geometriai számelméleti módszerekkel, kvaterniók segítségével (Hurwitz). Jacobi 1829-ben a
függvény negyedik hatványának együtthatóit vizsgálva az elliptikus függvények segítségével mutatta meg a tételt, sőt azt is bebizonyította, hogy ha n természetes szám, akkor
egész megoldásainak száma
ha n páratlan és
ha n páros.

## Lásd még
- kétnégyzetszám-tétel
- háromnégyzetszám-tétel
- Waring-probléma